# 보잉 787 드림라이너의 배터리 문제

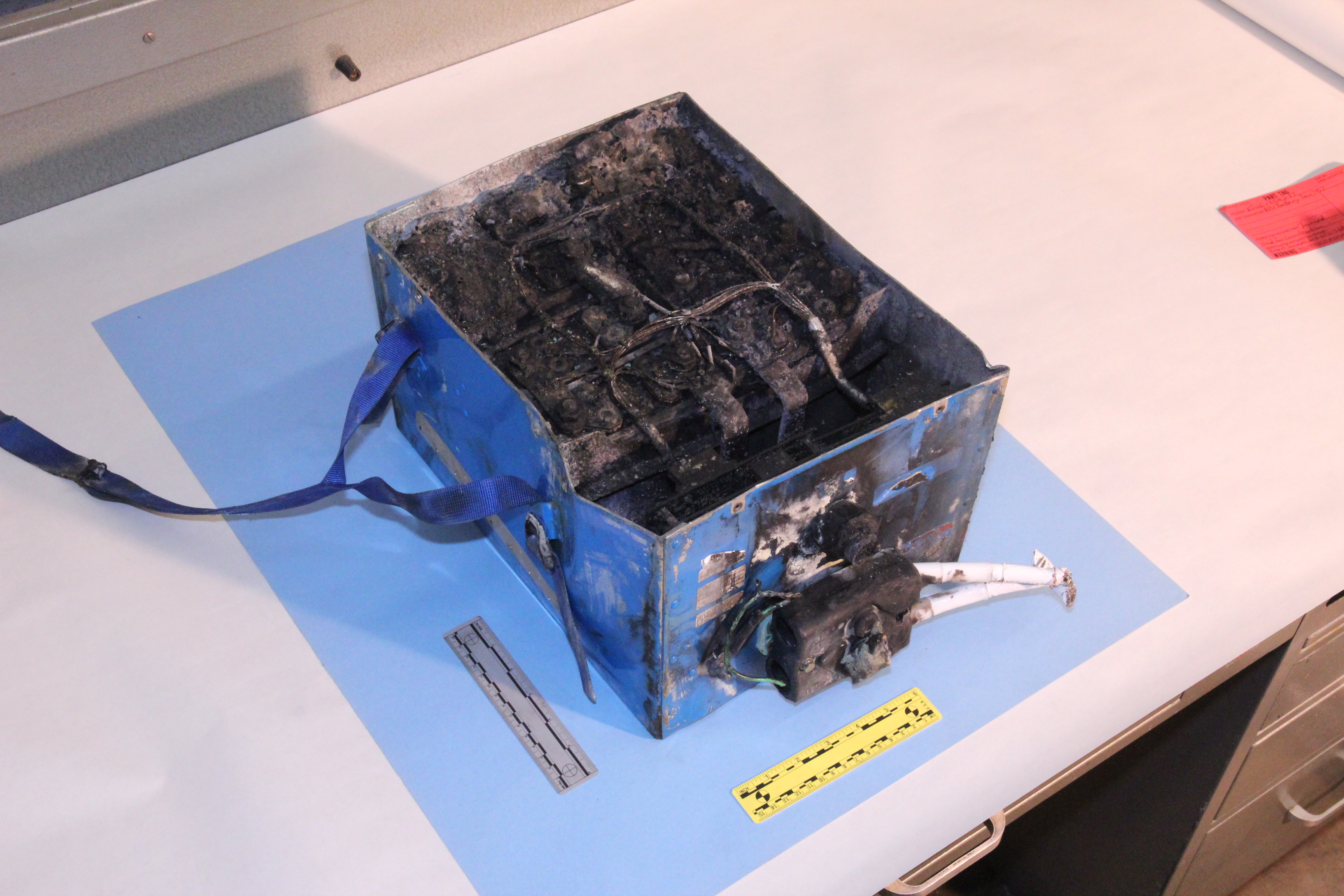
심하게 타버린 배터리

보잉 787 드림라이너의 배터리 문제(Boeing 787 Dreamliner battery problems)는 보잉 787 드림라이너의 여객기에서 발생된 문제의 배터리인 리튬 이온 전지에서 발생된 부속품 관련 안전 문제로 드러나는 사고이다.
2013년 당시 일본항공이 운영한 동형 여객기인 보잉 787-8 여객기를 운항하던 노선(도쿄와 보스턴이 이에 해당)이며, 미국 연방항공청(FAA)에 지적을 당한 것으로 보이며, 배터리에 생겨나는 트러블이 주된 원인으로 주목하고 있다.

## 같이 보기
- 보잉 787 드림라이너
- 보잉 737 MAX의 이륙 금지 조치